# Masters de Montecarlo 1973
El Abierto de Montecarlo 1973 fue un torneo de tenis masculino jugado sobre tierra batida. Fue la 67.ª edición de este torneo. Se celebró entre el 14 y el 20 de abril de 1973.

## Campeones

### Individuales
Ilie Năstase vence a  Björn Borg, 6–4, 6–1, 6–2.

### Dobles
Juan Gisbert /  Ilie Năstase vencen a  Georges Goven /  Patrick Proisy, 6-2, 6-2, 6-2.